# Laurent Wéry
Laurent Wéry (* 1975 in Aalst) ist ein belgischer DJ und Musikproduzent.

## Werdegang
Gleich mit seiner ersten Single My Sound erreichte er Platz 20 in den flämischen Charts. Nach weiteren Singles, die sich in den Charts platzieren konnten, erschien im Juli 2010 sein Debütalbum Ready for the Night.
Der internationale Durchbruch gelang ihm 2012 mit der Single Hey Hey Hey (Pop Another Bottle), die in Australien Platz 2 erreichte.

## Diskografie
Alben
- 2010: Ready for the Night

Singles
- 2009: My Sound
- 2009: Looking at Me (J’aime regarder) (versus Sir-G)
- 2009: On the Dancefloor
- 2009: Nagasaki
- 2010: Get Down
- 2010: Ready for the Night
- 2011: Hey Hey Hey (Laurent Wéry presents Swiftkid)
- 2011: Salva mea
- 2012: Hey Hey Hey (Pop Another Bottle) (feat. Swift K.I.D. & Dev)
- 2012: I’m Going In (feat. Clarence)
- 2013: Ride Like the Wind (feat. Joss Mendosah)
- 2013: Up 2 the Sky (feat. Mr. Shammi)
- 2014: To Brazil
- 2014: See the Light (feat. Sean Declase)

## Auszeichnungen für Musikverkäufe
| Goldene Schallplatte - Neuseeland - 2015: für die Single Hey Hey Hey (Pop Another Bottle) | 4× Platin-Schallplatte - Australien - 2012: für die Single Hey Hey Hey (Pop Another Bottle) |

| Land/RegionAuszeichnungen für Musikverkäufe (Land/Region, Auszeichnungen, Verkäufe, Quellen) | Gold  | Platin     | Verkäufe | Quellen          |
| -------------------------------------------------------------------------------------------- | ----- | ---------- | -------- | ---------------- |
| Australien (ARIA)                                                                            | —     | 4× Platin4 | 280.000  | aria.com.au      |
| Neuseeland (RMNZ)                                                                            | Gold1 | —          | 15.000   | radioscope.co.nz |
| Insgesamt                                                                                    | Gold1 | 4× Platin4 |          |                  |